# Ascensore del Monte Echia
L'ascensore del Monte Echia è un sistema di trasporto verticale di Napoli. 
L'impianto collega il borgo di Santa Lucia e l'adiacente lungomare di via Partenope, attraverso l'accesso alla fermata inferiore posta in corrispondenza dell'intersezione tra via Chiatamone e via Santa Lucia, con il sovrastante belvedere di Pizzofalcone in cima allo spuntone roccioso del Monte Echia, in prossimità della storica struttura di Villa Ebe.

## Storia
L'approvazione del progetto da parte del Comune di Napoli risale al 2005. I lavori, durati circa 18 anni, rimasero a lungo interrotti prima di essere ripresi e conclusi nei primi mesi del 2024. L'impianto, inaugurato l'8 aprile 2024, entrò in servizio il giorno successivo.

## Descrizione
L'ascensore è sito all'interno di un pozzo in cemento armato di 15 metri di diametro contenente - oltre all'impianto elevatore a due cabine, intercomunicanti in caso di avaria - una scala di sicurezza elicoidale. 
La fermata inferiore è accessibile tramite una galleria, anch'essa in cemento armato, ricavata nella struttura tufacea dello sperone del Monte Echia.
La fermata superiore, sita nell'area verde del belvedere di Pizzofalcone, riqualificata collateralmente alla realizzazione dell'impianto, è posta in un torrino di cemento rivestito di pietra lavica, appositamente realizzato per ospitare l'accesso alle cabine.

## Dati tecnici
- Cabine: 2
- Portata: 18 passeggeri per cabina
- Portata persone: n.a.
- Velocità: n.a.
- Fermate: 2
- Corsa: 56 m

L'impianto è gestito da Millepiani Elevators.

## Servizio

### Titoli di viaggio
In attesa di una profilazione tariffaria dedicata per usufruire del servizio è necessario un biglietto ordinario urbano per una corsa singola dell'ANM.
L'accesso è gratuito per i titolari di abbonamenti ANM e per i residenti nell'area di Pizzofalcone muniti di tessera ANM dedicata.

### Orari di apertura
L'ascensore è aperto al pubblico tutti i giorni dalle ore 7:00 alle ore 22:30 (ultima corsa in salita ore 22:00; ultima corsa in discesa ore 22:30).

## Interscambi
- Fermate autobus ANM (Chiatamone, Santa Lucia-Regione Campania)
- Fermata metropolitana Chiaia, linea 6